# Лапин, Василий Васильевич
Василий Васильевич Лапин (27 февраля 1917, Пенза — 16 августа 2001, там же) — рабочий Пензенского велосипедного завода имени М. В. Фрунзе Министерства машиностроения СССР. Герой Социалистического Труда (29.03.1976).

## Биография
Василий Васильевич Лапин родился 27 февраля 1917 года в городе Пенза в семье железнодорожника. Окончив обучение в школе, прошёл курс учёбы в школе фабрично-заводского ученичества. 21 января 1935 года пришёл работать слесарем на Пензенский велосипедный завод имени М. В. Фрунзе. В 1938—1938 году проходил службу в армии. После вернулся на завод. В 1941 году был призван в ряды Красной Армии. Участник Великой Отечественной войны (1941—1943).
С 1943 по 1989 годы работал токарем-расточником в инструментальном цехе Пензенского велосипедного завода. С 1946 член ВКП(б)/КПСС. За время трудовой деятельности вырастил десятки молодых работников производства.
Указом от 29 марта 1976 года за успехи в работе в 9-й пятилетки и большой вклад в производственную деятельность Василий Лапин был удостоен звания Герой Социалистического Труда с вручением Ордена Ленина и золотой медали «Серп и Молот».
Делегат XXVI съезда КПСС.
В 1989 году ушёл на заслуженный отдых.
Депутат Верховного Совета СССР 8-го созыва. Неоднократно избирался членом райкома КПСС, а в декабре 1975 был избран членом Пензенского обкома КПСС.
Проживал в Пензе. Умер 16 августа 2001 года. Похоронен на Аллее Славы Новозападного кладбища Пензы.

## Награды
Имеет следующие награды за трудовые успехи:
- Герой Социалистического Труда (29.03.1976);
- Орден Ленина (29.03.1976);
- Орден Ленина (30.09.1965);
- Орден Октябрьской Революции (26.04.1971).

Почётный гражданин города Пензы (29.01.1974).